# جنيفر موراي
جنيفر موراي (بالإنجليزية: Jennifer Murray)‏ هي قائدة هليكوبتر ‏ بريطانية، ولدت في 1 يونيو 1940 في بروفيدنس في الولايات المتحدة.